# Luc Lafnet
Lucien Lafnet dit Luc Lafnet, né le 22 janvier 1899 à Liège et mort le 29 septembre 1939 à Rueil-Malmaison (Seine-et-Oise), est un peintre, illustrateur et dessinateur de bande dessinée belge.
Il usa de nombreux pseudonymes, dont Jim Black, Davine,  Viset, entre autres. 

## Biographie

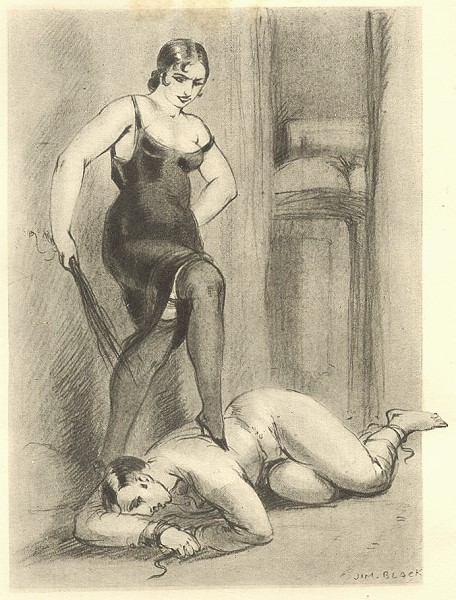
Illustration pour Dresseuses d'hommes de Florence Fulbert (« Collection des Orties Blanches », 1931).

Luc Lafnet naît le 22 janvier 1899 à Liège. Il est issu de Léonard, artisan-bottier et de Élisabeth. Il commence ses études au collège Saint-Servais de Liège, puis intègre l'atelier de François Maréchal à l'Académie des beaux-arts de Liège où il a également Adrien de Witte comme professeur. En 1916, il reçoit la Médaille du gouvernement et l'année suivante, il concourt pour le prix de Rome et obtient le second prix.
En 1918, à l'occasion d'une exposition de ses œuvres, la Ville de Liège fait l'acquisition de deux aquarelles : La Toilette de la morte et Le Château hanté.
Il se lie d'amitié avec Georges Simenon dans le collectif de jeunes artistes liégeois La Caque, qu'ils fréquentent ensemble. En 1922, Luc Lafnet part s'installer à Paris, précédant de quelques mois son ami. Quand Simenon débarque à la gare du Nord en décembre, il vient l’accueillir sur le quai. Il obtient la même année le Premier Prix Donnay.
Il produit de nombreuses illustrations érotiques, entre autres pour d'éditeur Jean Fort. 
Il épouse Jeanne Valmaldren, fille d'artiste-peintre. Il décore plusieurs églises des environs de Paris, ainsi que les murs de la chapelle du château de la Chaume de Pont-l'Abbé-d'Arnoult et la chapelle de Saint-Pierre de Billancourt à l'hôpital de Saint-Jean-d'Angély en Charente-Maritime.

Luc Lafnet n'a pas surmonté la douleur que lui causa la mort de sa fille, Anne-Marie, à l'âge de 13 ans, d'une leucémie.
Après ce deuil douloureux, un cancer foudroyant du pancréas cause sa mort un an plus tard, il meurt à l'hôpital de Rueil-Malmaison, le 29 septembre 1939, à l'âge de 40 ans.

### Bande dessinée
Luc Lafnet est l'assistant de la dessinatrice Blanche Dumoulin et du dessinateur Rob-Vel sur les premières aventures de Bibor et Tribar, Spirou et Les Aventures de Zizette pour l'hebdomadaire Spirou, et il a probablement aussi fait des bandes dessinées pour des magazines français. Lafnet a utilisé divers pseudonymes, dont Davine. Pendant des décennies, on a cru que ce nom n'était utilisé que par Dumoulin, mais on a découvert plus tard que Lafnet et Dumoulin l'ont chacun utilisé pour signer leurs œuvres. Une incertitude demeure quant au rôle exact tenu par Luc Lafnet dans la création de Spirou : il est possible qu'il soit le véritable auteur de la toute première planche de Spirou, où le dessinateur qui donne vie au personnage ressemble à un autoportrait de Lafnet et non pas à Rob-Vel. Une autre version veut que Rob-Vel ait dessiné uniquement le personnage de Spirou, laissant le reste de la planche à Lafnet.

### Illustrations
Il illustre de nombreux ouvrages sous son nom dont, entre autres, les Légendes flamandes de Charles De Coster, mais il est surtout connu pour ses illustrations de nombreux ouvrages érotiques tirés à petit nombre, voire uniques, dont Baudelaire, Sade, Théophile Gautier et même Au Grand 13 de son ami Simenon. Il utilise divers pseudonymes — Viset, O. Lucas, Pol et Luc —, et notamment Jim Black pour ses illustrations de la collection « Les Orties Blanches », consacrée à des œuvres de flagellation.
- Sous le nom de  Luc Lafnet
  - Au pont des Arches, Georges Sim, co-illustrateurs: Ernest Forgeur, Jef Lambert et Joseph Coulon, Liège, Imprimerie Bénard, 1921, 96 p.
  - Au grand 13, Gom Gut, couverture, (illustrations intérieures de Ludo Chauviac), Paris,  Éditions Prima, 1925, 190 p..
  - Légendes flamandes Charles de Coster, Liège, Union liégeoise du livres et de l'estampe, 23 eaux-fortes pour « Les frères de la Bonne Trogne », « Blanche, Claire et Candide », « Sire Halewijn » et « Smetse Smee », 1931, 201 p..

#### Livres
: document utilisé comme source pour la rédaction de cet article.
- Marie-Claude Thurion, Un artiste éclectique : Luc Lafnet (1899-1939), dans Art & Fact, no 2, Liège, 1983, p. 133-140
- Le Dictionnaire des Peintres Belges du XIVe siècle à nos jours, Bruxelles, La Renaissance du livre, 1995.
- Jacques Goijen, Dictionnaire des peintres de l'école liégeoise du paysage, Liège, École Liégeoise du Paysage Éditions, 2010, 657 p., ill. ; 25 cm (OCLC 1009895003)
- Christelle Pissavy-Yvernault et Bertrand Pissavy-Yvernault, La Véritable Histoire de Spirou 1937-1946, Bruxelles, Dupuis, 2013, 311 p., ill. ; 31 cm (ISBN 978-2-8001-5707-8 et 2800157070, OCLC 1334876406, présentation en ligne), p. 295-297. .

#### Article
- « Lafnet, Luc », sur bibliocuriosa.com (consulté le 24 novembre 2023).